# Hemangiomatoza kapilarna płucna
Hemangiomatoza kapilarna płucna (ang. PCH  Pulmonary Capillary Haemangiomatosis) – rzadka choroba charakteryzująca się niekontrolowaną proliferacją naczyń włosowatych w obrębie tkanki płucnej, która może się rozprzestrzeniać na oskrzela, pęcherzyki płucne i większe struktury naczyniowe. Dochodzi w niej do rozlanych krwotoków w pęcherzykach płucnych. Klinicznie manifestuje się w postaci krwioplucia, duszności i występowania objawów nadciśnienia płucnego.